# 小行星1127
小行星1127（1127 Mimi）是一颗围绕太阳公转的小行星。1929年1月13日，西維恩·阿蘭德在于克勒发现了此天体。
該小行星以比利時天文學家歐仁·約瑟夫·德爾波特的妻子命名。
这颗小行星的绝对星等为10.59等。